# Тийин
Тийи́н (узб. тийин / tiyin) — узбекская разменная денежная единица равная 1/100 узбекского сума. Название денежной единицы происходит от тюркского слова tiyin (белка). В средние века шкурка белки служила эквивалентом денежной единицы у некоторых азиатских народов.

## История
Тийин в качестве разменной денежной единицы введён с 1 июля 1994 года на основании Указа Президента Узбекистана № УП-870 от 16 июня 1994 г. «О введении в обращение национальной валюты Республики Узбекистан» и постановления Верховного Совета Республики Узбекистан от 3 сентября 1993 года № 952-XII. Выпускался только в виде металлических монет в 1, 3, 5, 10, 20, 50 тийинов образца 1994 года.
Обесценившись в результате инфляции, монеты в тийинах де-юре продолжали считаться законными средствами платежа, однако фактически не использовались при расчётах. Официально изъяты из обращения 1 марта 2020 года.

## Монеты

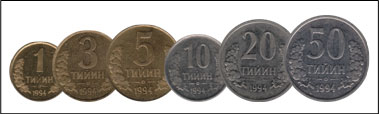
Сравнительные размеры

| Изображение | Номинал    | Металл (покрытие)   | Диаметр, мм | Толщина, мм | Масса, г | Гурт                             |
| ----------- | ---------- | ------------------- | ----------- | ----------- | -------- | -------------------------------- |
|             | 1 тийин    | бронза/сталь/бронза | 16          | 1,2         | 1,74     | гладкий                          |
|             | 3 тийина   | бронза/сталь/бронза | 19          | 1,3         | 2,7      | рубчатый                         |
|             | 5 тийинов  | бронза/сталь/бронза | 20,5        | 1,4         | 3,4      | рубчатый                         |
|             | 10 тийинов | никель/сталь/никель | 18          | 1,5         | 2,87     | рубчатый                         |
|             | 20 тийинов | никель/сталь/никель | 22          | 1,6         | 4        | гладкий с надписью Йигирма тийин |
|             | 50 тийинов | никель/сталь/никель | 23          | 1,6         | 4,75     | гладкий с надписью Эллик тийин   |